# ミック・フリートウッド
ミック・フリートウッド（Mick Fleetwood、1947年6月24日 - ）は、イギリス、コーンウォール、レッドルース生まれのミュージシャンである。ブルース/ロック・バンドであるフリートウッド・マックのドラマーとして広く知られている。彼の名は、ジョン・マクヴィーの名と共に最初、ピーター・グリーンが率いたフリートウッド・マックの名前のインスピレーションとなった。
ドラマーとしての働きとは別に、彼は自身のバンド、フリートウッド・マックを違う形に作り替えることを手助けした。そして、彼は唯一このめまぐるしく変わるラインナップの中、結成当時から変わらずに在籍するメンバーである。1974年、彼はリンジー・バッキンガムとスティーヴィー・ニックスと会い、フリートウッド・マックに招き入れた。バッキンガムとニックスによる後のフリートウッド・マックの商業的な成功が賞賛されがちだが、フリートウッドのバンドと一緒にやっていくという決意がフリートウッド・マックのバンドとしての息の長さ、長く続く世界的な成功に不可欠だった。彼は特有の高い身長（197cm）であることで有名である。

## 生い立ち
ミック・フリートウッドはマイケルとブリジット・モーリーンのフリートウッド夫妻の間に1947年に生まれた。彼の姉、スーザン・フリートウッドは女優である。子供の頃、彼と家族はイギリス空軍の父に付き添ってエジプトへ行った。6年後、一家は父が配属されたノルウェーへ移動した。彼はそこで学校に通い、流暢なノルウェー語を習得した。彼の伝記によると、フリートウッドは彼が通っていたイギリスのボーディングスクールにおいて非常につらい時間を過ごしたという。それはグロスタシャー、シャーボーン・パークにあったキング・スクールを含む。彼は試験において物事を覚える能力に欠けていたために点数が悪かった。1963年に彼は学校を15歳で退学してしまい、ロンドンに移動してドラマーとしてのキャリアへと進もうとした。

## 音楽キャリア
キーボード奏者のピーター・バーデンスは自身のバンド、The Cheynesでフリートウッドに最初のギグの機会を与えた。こうして若いドラマーの音楽キャリアに種がまかれた。The Cheynesからボ・ストリート・ランナーズ、ピーター・B's、ショットガン・エクスプレス（ロッド・スチュワートがいた）、ジョン・メイオール&ザ・ブルースブレイカーズへと彼はバンドを渡り歩いた。ギグ中に繰り返された酩酊のためにブルースブレイカーズを追い出されたミック・フリートウッドは、数ヶ月後に歌手でギタリストのピーター・グリーンにベーシストのジョン・マクヴィーと共に彼の新しいバンド、フリートウッド・マックに参加するように頼まれ加入。なお、ピーター・グリーン在籍時のアルバム『ミスター・ワンダフル』のジャケットに写る半裸の男性、『英吉利の薔薇』のジャケットに写る女装した男性はミックである。
その後フリートウッド・マックは度重なるメンバーチェンジに見舞われるが、ミックは残ってバンドを支え続け、1970年代後半にこれまでに数百万枚を越える売り上げを誇る有名なアルバムを生み出すことになった。『ファンタスティック・マック』と『噂』である。
ミックはまたいくつかのサイド・プロジェクトを率いていた。1981年の『The Visitor』ではピーター・グリーンと行った「ガラガラヘビ」の再録音を収録している。1983年に彼はMick Fleetwood's Zooを結成し『I'm Not Me』を録音した。アルバムはマイナーヒットとなった「I Want You Back」とザ・ビーチ・ボーイズのカバー、「エンジェル・カム・ホーム」を収録している。グループは後にベッカ・ブラムレットをボーカルに据えて1991年に『Shaking the Cage』を録音している。フリートウッドの直近のソロ・ワークは『サムシング・ビッグ』であり、2004年に発売した。
フリートウッドの副業としてテレビ・映画の俳優がある。基本的には一部のパートで出演する。彼のこの業界での役には『バトルランナー』でのレジスタンスのリーダーや『新スタートレック』のエピソード、『魅せられて』での宇宙人役がある。フリートウッドは1989年の番組『ブリット・アワード』にて司会を共同で行ったのだが、様々な失敗を犯した。この出来事の影響で、『ブリット・アワード』は2007年までの18年間は録音放送になった。現在では再びイギリス国内にライブ中継されている。
彼は『Fleetwood - My Life and Adventures with Fleetwood Mac』の作者である。彼自身の人生の回顧録、特にフリートウッド・マックについて書かれたものであり、1991年に発行した。本の中には他のミュージシャンとの経験についてが書かれている。エリック・クラプトン、ローリング・ストーンズやレッド・ツェッペリンのメンバー、そしてフリートウッド・マックのメンバー、スティーヴィー・ニックスとのロマンスが含まれている。フリートウッドは自身のコカイン依存症やドラマーとして数百万ドル・ポンド稼いだ後の自己破産についても述べている。
1979年、ミック・フリートウッドは糖尿病であると診断された。それは、数回のライブ中に繰り返し出た低血糖症の症状に苦しんだ後に発症した。
1970年代中盤からアメリカに住み続けて、ミック・フリートウッドはアメリカの市民権を2006年11月22日、カリフォルニア州ロサンゼルスで得た。

## ドラム
ドラムス
- 18"×22" バスドラム
- 6"×10" スネア
- 6"×14" スネア
- 8"×10" ラック・トムトム
- 9"×12" ラック・トムトム
- 11"×14" フロア・タム
- 13"×16" フロア・タム

シンバル
- Zildjian 15" K Mastersound ハイハット
- Zildjian 20" A Custom Flat Top ライド
- Zildjian 22" A Custom ライド
- Zildjian 17" A Custom クラッシュ
- Zildjian 17" A Custom クラッシュ
- Zildjian 22" K ライド
- Zildjian 22" K Constantinople Medium ライド
- Zildjian 18" FX Oriental チャイナ Trash

## ディスコグラフィ

### フリートウッド・マック
| 年   | アルバム                                     | アメリカ | イギリス | 備考                                             |
| ---- | -------------------------------------------- | -------- | -------- | ------------------------------------------------ |
| 1968 | ピーター・グリーンズ・フリートウッド・マック | 198      | 4        | -                                                |
| 1968 | ミスター・ワンダフル                         | -        | 10       | フリートウッドはカバーアートを担当               |
| 1969 | ゼン・プレイ・オン                           | 192      | 6        | フリートウッドは「マッジのために戦って」を制作   |
| 1970 | キルン・ハウス                               | 69       | 39       | フリートウッドは「ステイション・マン」を共同制作 |
| 1971 | フューチャー・ゲーム                         | 91       | -        | -                                                |
| 1972 | 枯れ木                                       | 70       | -        | -                                                |
| 1973 | ペンギン                                     | 49       | -        | -                                                |
| 1973 | 神秘の扉                                     | 68       | -        | -                                                |
| 1974 | クリスタルの謎                               | 34       | -        | フリートウッドはカバーアートを担当               |
| 1975 | ファンタスティック・マック                   | 1        | 23       | -                                                |
| 1977 | 噂                                           | 1        | 1        | 「ザ・チェイン」のドラムパートを作成             |
| 1979 | 牙 (タスク)                                  | 4        | 1        | -                                                |
| 1980 | フリートウッド・マック・ライヴ               | 14       | 31       | -                                                |
| 1982 | ミラージュ                                   | 1        | 5        | -                                                |
| 1987 | タンゴ・イン・ザ・ナイト                     | 7        | 1        | -                                                |
| 1988 | グレイテスト・ヒッツ                         | 14       | 3        | -                                                |
| 1990 | ビハインド・ザ・マスク                       | 18       | 1        | -                                                |
| 1995 | タイム                                       | -        | 47       | 「ディーズ・ストレンジ・タイムス」を共同制作     |
| 1997 | ザ・ダンス                                   | 1        | 15       | -                                                |
| 2003 | セイ・ユー・ウィル                           | 3        | 6        | -                                                |

### ソロ・アルバム
| 年   | アルバム         | アメリカ | イギリス | 備考                                                                          |
| ---- | ---------------- | -------- | -------- | ----------------------------------------------------------------------------- |
| 1981 | The Visitor      | 43       | -        | Featured two Fleetwood Mac remakes - "Rattlesnake Shake" & "Walk A Thin Line" |
| 1983 | I'm Not Me       | -        | -        | Billed as "Mick Fleetwood's Zoo"                                              |
| 1992 | Shakin' the Cage | -        | -        | Billed as "The Zoo"                                                           |
| 2004 | Something Big    | -        | -        | Billed as "The Mick Fleetwood Band"                                           |